# Гварньери, Якопо
Якопо Гварньери (итал. Jacopo Guarnieri, род. 14 августа 1987, Виццоло-Предабисси, Италия) — итальянский профессиональный шоссейный велогонщик.

## Биография
1 сентября 2014 года подписал контракт с Team Katusha на 2015—2016 годы.

В первую очередь, для команды «Катюша» приход Якопо Гварньери — это существенное усиление спринтерской группы для нашего ведущего гонщика Александра Кристоффа как на классических гонках, так и на этапах многодневок. Кроме того, Гварньери сам по себе является сильным гонщиком, который способен показать индивидуальный результат.— Вячеслав Екимов, генеральный менеджер Team Katusha
.
С 2017 года выступает за команду Groupama-FDJ.

## Победы
2007
- Тур Олимпии — этап 7
- Джиро дель Венето — этапы 1 и 5

2009
- Тур Польши — этап 3

2010
- Тур Польши — этап 1
- Франко-Бельгийское кольцо — этап 2

2011
- Три дня Де-Панне — этап 3a

## Статистика выступлений наГранд Турах
| Гранд Тур | 2010 | 2011 | 2012 | 2013 | 2014 | 2015 | 2016 | 2017 |
| --------- | ---- | ---- | ---- | ---- | ---- | ---- | ---- | ---- |
| Джиро     | -    | -    | -    | -    | -    | -    | -    | -    |
| Тур       | -    | -    | -    | -    | -    | 149  | 165  | сход |
| Вуэльта   | 149  | -    | -    | сход | 150  | -    | -    |      |